# 회황후
회황후 견씨(懷皇后 甄氏, ? ~ 251년)는 중국 삼국 시대 위(魏)의 황제 조방(曹芳)의 첫 번째 황후이다. 견엄(甄嚴)의 손녀이며, 문소황후(文昭皇后)의 조카손녀이다.

## 생애
정시(正始) 4년(243년)에 황후가 되었다. 가평(嘉平) 3년(251년) 세상을 떠나 태청릉(太淸陵)에 배장(陪葬)되었고, 회황후(懷皇后)로 추증되었다.

## 같이 보기
- 삼국지 인물 목록